# Arphia nietana
Arphia nietana är en insektsart som först beskrevs av Henri Saussure 1861.  Arphia nietana ingår i släktet Arphia och familjen gräshoppor. Inga underarter finns listade i Catalogue of Life.